# Narnaul
Narnaul è una città dell'India di 62.091 abitanti, capoluogo del distretto di Mahendragarh, nello stato federato dell'Haryana. In base al numero di abitanti la città rientra nella classe II (da 50.000 a 99.999 persone).

## Geografia fisica
La città è situata a 28° 2' 40 N e 76° 6' 30 E e ha un'altitudine di 297 m s.l.m..

## Società

### Evoluzione demografica
Al censimento del 2001 la popolazione di Narnaul assommava a 62.091 persone, delle quali 33.036 maschi e 29.055 femmine. I bambini di età inferiore o uguale ai sei anni assommavano a 8.950, dei quali 4.984 maschi e 3.966 femmine. Infine, coloro che erano in grado di saper almeno leggere e scrivere erano 42.109, dei quali 25.156 maschi e 16.953 femmine.